# Саутуолдские земляные сооружения

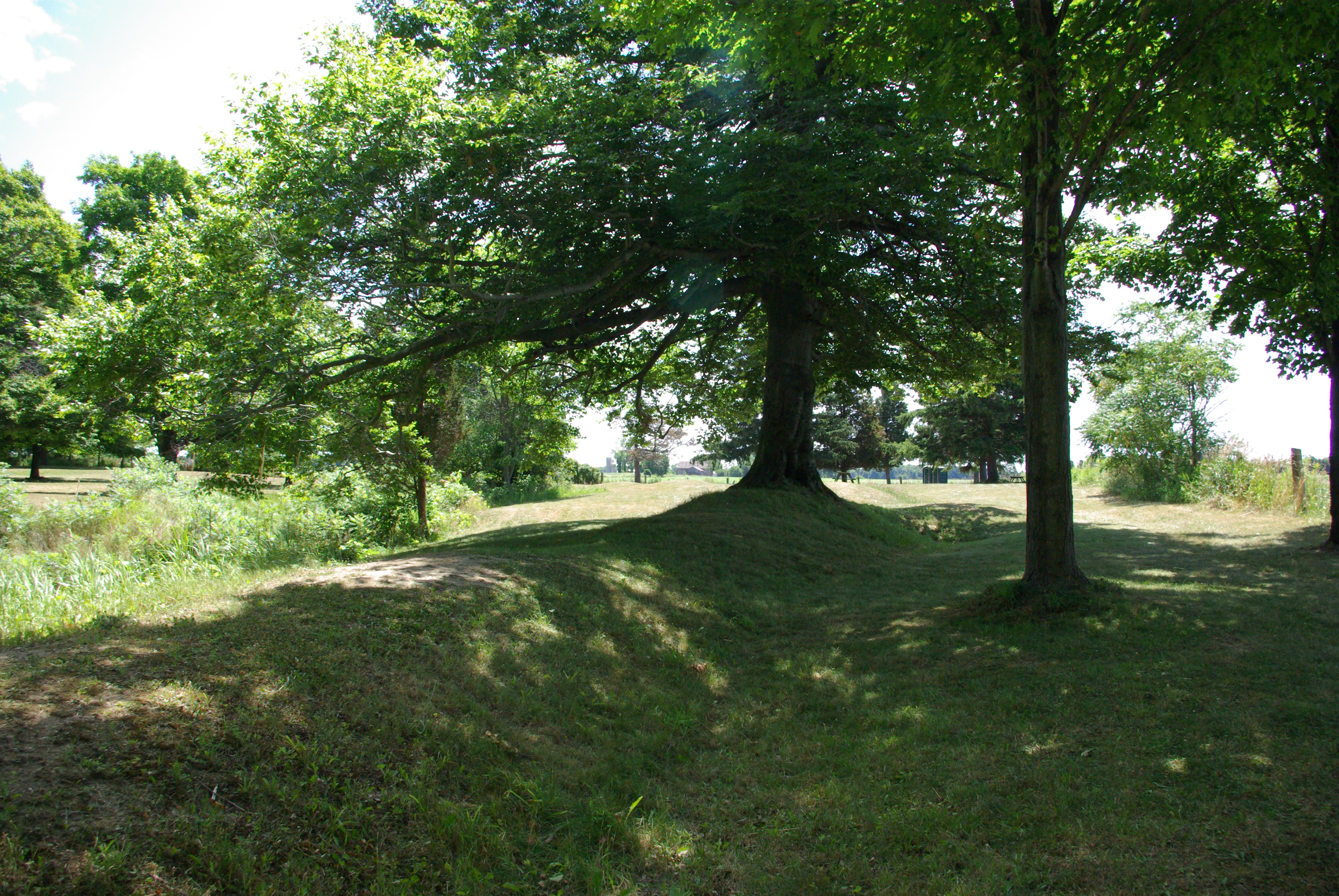
Деревья, растущие на останках земляных сооружений, Саутволд

Саутволдские (Саутуолдские) земляные сооружения, англ. Southwold Earthworks — остатки поселения доколумбовой эпохи племени нейтраль. Селение существовало в период 1450—1550 гг. на юго-западе современной провинции Онтарио в округе Элджин, у побережья Толбот-Крик, примерно в 20 км к западу от г. Сент-Томас.
В ходе раскопок обнаружены останки существовавших одновременно 18 длинных домов различного размера, в которых могли проживать до 800 человек. Открытое пространство в центре поселения, по-видимому, было местом для собраний. Поселение было окружено двойным палисадным кольцом.
Необычным для данного поселения было его расположение на равнине, где отсутствовали естественные преграды, которые можно было бы использовать для обороны. Несмотря на отсутствие оборонительных приспособлений, признакаи нападений на поселение при раскопках не были обнаружены. Хотя, по оценкам археологов, в поселении проживало около 800 человек, обнаружены лишь немногочисленные останки мусора.
Саутволдские земляные сооружения — один из первых памятников, который был признан имеющим общенациональное значение для Канады. Федеральное правительство приобрело участок, где расположены сооружения, в 1929 году.
Крупные раскопки в Саутволде проводились дважды, в 1935 и
1976 годы. Согласно устному преданию местных индейцев племени онейда на реке Темза (Канада), Саутуолдские сооружения когда-то были церемониальным центром, окружённым палисадом, так что посторонние не могли наблюдать таинства, происходящие внутри. Согласно их же преданиям, религиозный центр функционировал не круглогодично, а был сезонным местом паломничества, при этом палисад не играл оборонительной роли, поскольку святилище предназначалось для обрядов исцеления и очищения.